# Francesco Bianchini
Pour les articles homonymes, voir Francesco Bianchini (homonymie) et Bianchini.
Francesco Bianchini (né le 13 décembre 1662 à Vérone et mort le 2 mars 1729  à Rome), est un historien, philosophe et astronome italien. Il était l'oncle de Giuseppe Bianchini. Francesco Bianchini jouit de la faveur d'Alexandre VIII et de ses successeurs, qui lui confièrent plusieurs missions scientifiques importantes. Il fut bibliothécaire d'Alexandre VIII, secrétaire d'une commission chargée de la réforme du calendrier, dressa un gnomon sur une grande échelle dans la basilique Santa Maria degli Angeli e dei Martiri, tira une ligne méridienne à travers l'Italie, perfectionna quelques instruments d'astronomie, et découvrit les taches de Vénus.

## Biographie
Francesco Bianchini naquit à Vérone, le 13 décembre 1662. Après ses premières études faites dans sa patrie, il se rendit à Bologne, où il fit, dans le collège des jésuites, sa rhétorique et trois années de philosophie. Les mathématiques et le dessin l’occupèrent ensuite ; il montrait un goût particulier pour ce dernier talent, et il y excella. Il alla, en 1680, à Padoue, suivre ses études ; il ajouta celle de la théologie, et reçut le doctorat. Son maître de mathématiques et de physique y fut le savant Geminiano Montanari, qui le prit dans une affection particulière, et lui légua en mourant tous ses instruments de mathématiques et de physique. A Padoue, Bianchini apprit aussi l’anatomie, et, avec plus de prédilection, la botanique. Déterminé à suivre la carrière ecclésiastique, il se transporta à Rome. Il fut bien accueilli à Rome par le cardinal Pierre Ottoboni, qui connaissait sa famille, et qui le nomma son bibliothécaire. Alors, pour obéir à l’usage, il se livra à l’étude des lois, mais sans abandonner ses travaux sur la physique expérimentale, les mathématiques et l’astronomie. Il fut reçu membre de l’académie physico-mathématique, établie par monsignor Giovanni Ciampini, et y lut plusieurs dissertations savantes. Revenu dans sa patrie vers l’an 1686, il y contribua très-activement au rétablissement de l’académie des Alétophiles ; il l’engagea surtout à éclairer la physique du flambeau de la géométrie, et pour faciliter ses travaux, il lui fit don des instruments que lui avait légués Montanari ; mais cette académie avait besoin de sa présence, et quand il fut retourné à Rome deux ans après, elle cessa d’exister. Fixé désormais à Rome, il s’y lia avec les savants les plus distingués, et ajouta à ses connaissances celles du grec, de l’hébreu et du français. Les antiquités devinrent aussi une de ses plus fortes occupations. Il passait souvent des jours entiers au milieu des ruines antiques, assistait à toutes les fouilles, visitait tous les musées, dessinait avec autant de goût que d’habileté tous les monuments. À la mort d’Innocent XI, le cardinal Ottoboni, son protecteur, élu pape sous le nom d’Alexandre VIII, s’occupa aussitôt de la fortune de Bianchini, lui donna un canonicat à Ste-Marie de la Rotonde, le nomma garde et bibliothécaire du cardinal Pietro Ottoboni, son neveu, lui accorda deux pensions, et aurait été plus loin, s’il eût vécu plus longtemps, et si Bianchini eût voulu entrer dans les ordres ; mais il ne se décida à prendre le sous-diaconat et le diaconat qu’en 1699, et ne voulut jamais être ordonné prêtre. Alexandre VIII mourut en 1691 ; le cardinal, son neveu, continua de faire sentir à Bianchini les effets de sa protection : il lui fit obtenir, en 1699, un canonicat de St-Laurent in Damaso, le voulut avoir près de lui, et le logea dans son palais. Clément XI, élu en 1700, lui donna, l’année suivante, le titre de son camérier d’honneur, l’autorisa à prendre l’habit de prélat, appelé il mantellone, et lui assigna un logement an palais de Monte-Cavallo. Il le nomma, en 1702, pour accompagner, avec le titre d’historiographe, le cardinal Barberini, légat a latere à Naples, quand le roi d’Espagne, Philippe V, alla prendre possession de ce royaume. Bianchini profita de cette occasion pour visiter le Vésuve, et monta jusqu’au haut du cratère. Revenu à Rome, il fut agrégé, en 1705, par le sénat, lui, toute sa famille et les descendants, qu’elle pourrait avoir, à la noblesse romaine et à l’ordre des patriciens.

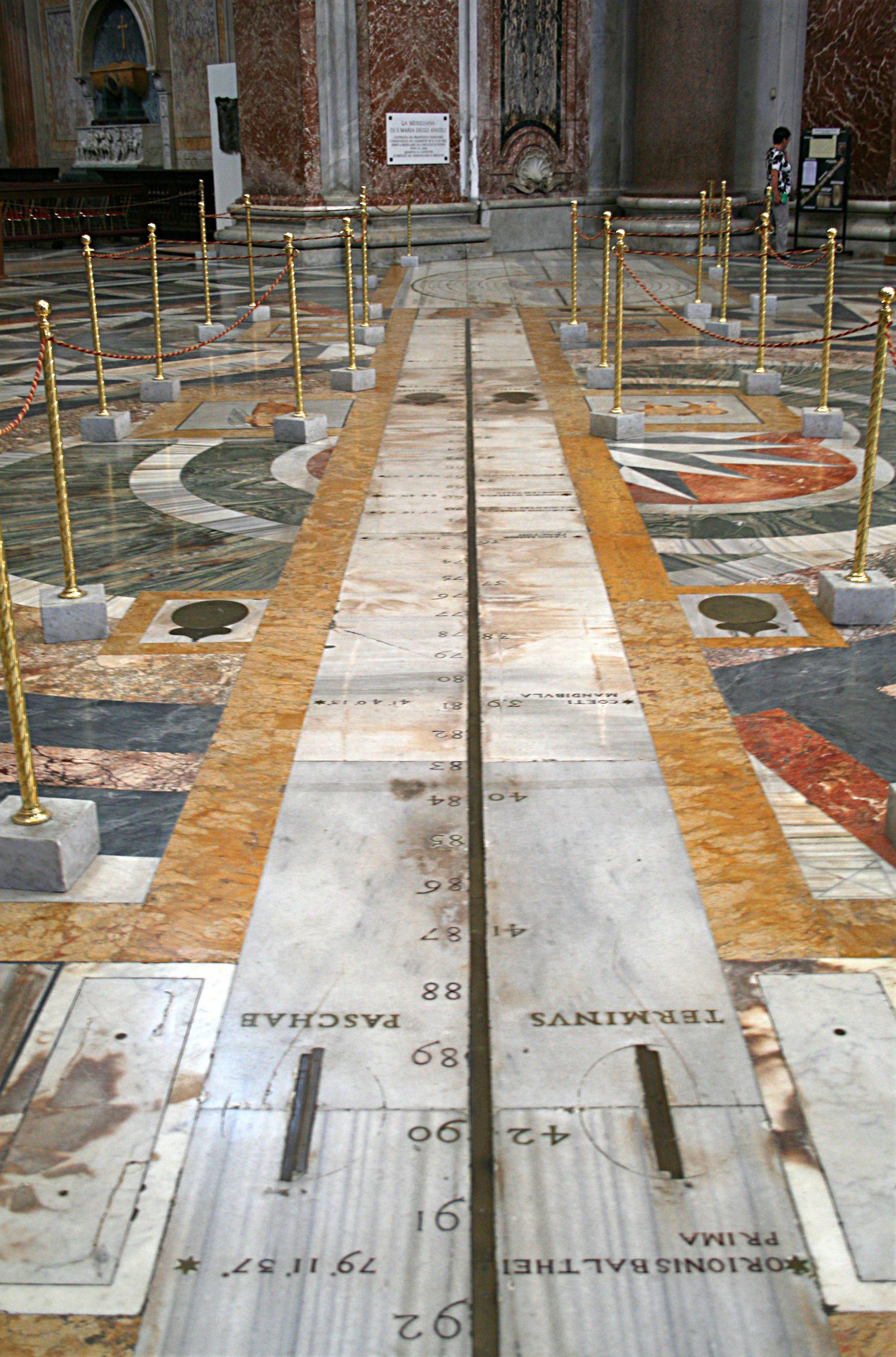
Ligne méridienne créée par Bianchini dans la basilique Santa Maria degli Angeli e dei Martiri.

Le pape le choisit pour secrétaire de la commission chargée de la réforme du calendrier, et dont le cardinal Noris était président. Pour régler avec précision le cours de l’année, il était nécessaire d’établir et de fixer, avec la plus grande exactitude, les points équinoxiaux. Bianchini, chargé de tirer une ligne méridienne et de dresser un gnomon dans la basilique Santa Maria degli Angeli e dei Martiri, termina avec le plus grand succès cette opération difficile, dans laquelle il fut aidé par le savant Giacomo Filippo Maraldi. La méridienne en cuivre a de longueur 75 de nos anciens pieds de Paris, et le gnomon 62 et demi de hauteur. On y voit les douze signes du zodiaque, parfaitement représentés en marbre de différentes couleurs, et les étoiles de chaque signe sont en cuivre, avec leurs grandeurs respectives et toutes leurs variétés. « M. Bianchini, dit Fontenelle dans son éloge, fut purement mathématicien dans la construction de ce grand gnomon, pareil à celui que le grand Cassini avait fait dans St-Pétrone de Bologne. » Clément XI fit frapper une médaille de ce gnomon, et ce fut pour Bianchini le sujet d’une savante dissertation sur le gnomon et sur la médaille. Il avait été nommé, en 1703, président des antiquités, et avait présenté un plan que le pape avait agréé, pour former une collection d’antiquités sacrées ou un musée ecclésiastique, destiné à fournir les matériaux d’une histoire ecclésiastique, prouvée par les monuments ; mais cet établissement, unique dans son espèce, exigeait une dépense trop forte ; le trésor pontifical était épuisé ; l’entreprise, a peine commencée, fut abandonnée fauté d’argent. Clément XI, pour consoler Bianchini, qui tenait fortement à ce projet, lui donna un canonicat de Ste-Marie Majeure, et le chargea, en 1712, de venir à Paris pour porter le chapeau à Armand de Rohan-Soubise, créé cardinal le 12 mai de cette année. A Paris, Bianchini obtint l’accueil le plus flatteur de tout ce qui aimait les sciences et les lettres ; il fut assidu aux séances de l’académie des sciences, dont il était, depuis 1700, associé étranger. Il offrit a l’académie l’ingénieuse machine qui sert à corriger, dans les lunettes du plus grand foyer, les imperfections des tubes dont la courbure, dans une si énorme longueur, avait paru jusqu’alors inévitable ; machine qu’il avait, sinon inventée, au moins perfectionnée, et rendu d’un usage facile et simple. Réaumur en a donné la description dans les Mémoires de l’Académie, année 1713. Avant de retourner à Rome, il fit, pour son plaisir et son instruction, un voyage en Lorraine, en Hollande, en Flandre et en Angleterre, visitant et examinant partout ce qu’il y avait de rare dans les productions des arts et surtout dans les antiquités, et recevant aussi partout les distinctions dues à son mérite. On dit même que l’Université d'Oxford, pendant le séjour de Bianchini dans cette ville, fit les frais de son logement. Bianchini est devenu membre de la Royal Society le 29 janvier 1713.

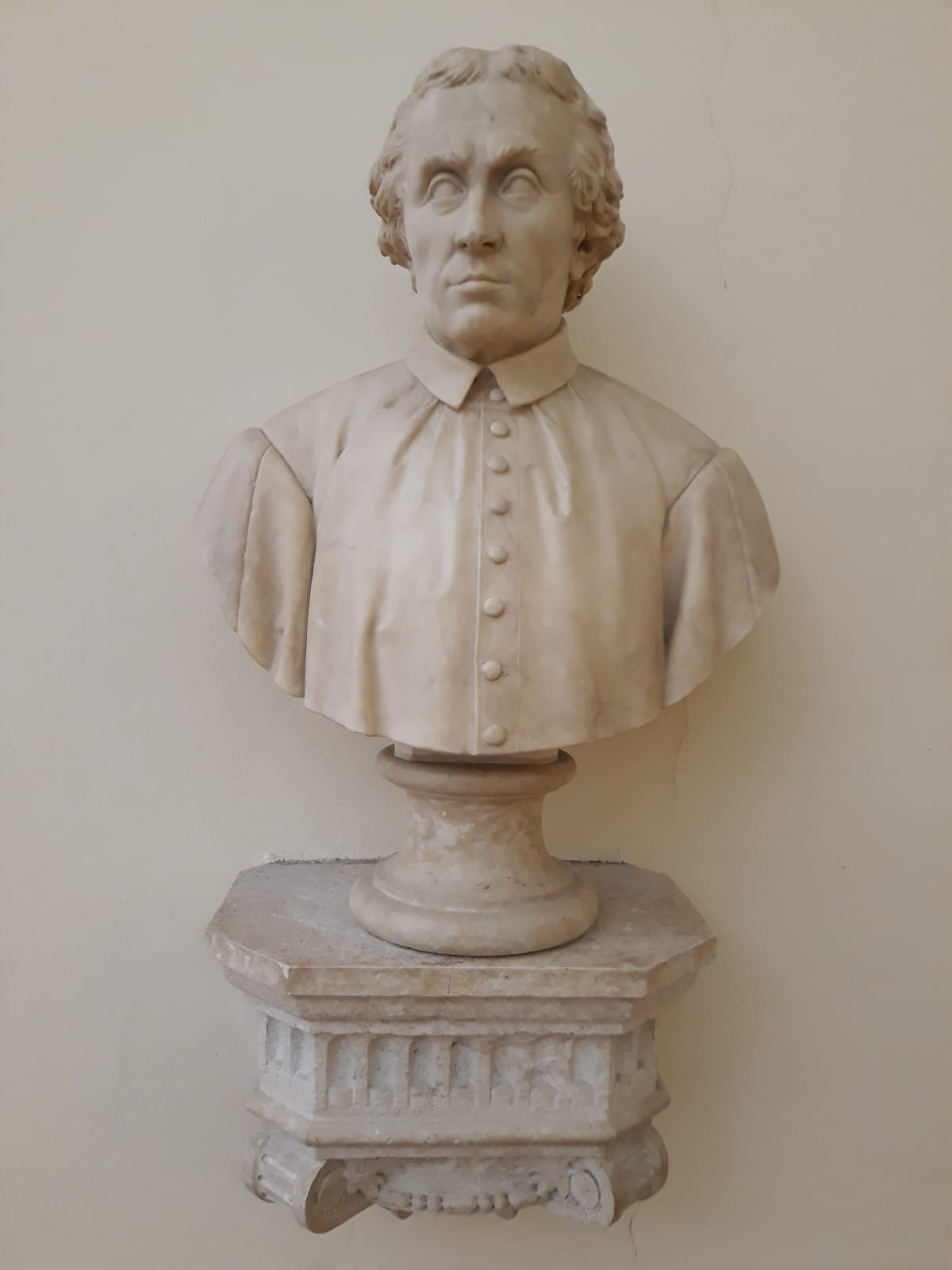
Le buste de Francesco Bianchini dans la Protomothèque de la Bibliothèque municipale de Vérone

De retour à Rome, en juin 1713, il reprit ses travaux astronomiques et ses recherches sur les antiquités. Son voyage en France lui avait donné l’idée de tirer en Italie, d’une mer à l’autre, une ligne méridienne, à l’imitation de celle que Cassini avait tirée par le milieu de la France. Il commença ses opérations ; il s’en occupa même pendant huit ans, à ses frais ; mais d’autres idées, d’autres occupations vinrent le distraire, et ce travail resta imparfait. À la demande du duc de Parme François Ier, héritier des jardins Farnèse sur le Mont Palatin, il effectue de 1722 à 1724 les premières recherches systématiques, qu'il publie, sur les vestiges du palais impérial. Innocent XIII, ayant succédé à Clément XI, le nomma référendaire des signatures pontificales et prélat intime ou domestique. Dans le concile tenu à Rome en 1723, il occupa la place de premier historiographe. L’année suivante, sa passion pour les antiquités lui procura de grandes jouissances, mais lui occasionna un accident qui eut des suites graves, et qui pouvait encore en avoir de plus funestes. « On découvrit hors de Rome, sur la voie Appienne (c’est ainsi que le rapporte Fontenelle), un bâtiment souterrain, consistant en trois grandes salles, dont les murs étaient percés, dans toute leur étendue, de niches pareilles à celles que l’on fait dans les colombiers, afin que les pigeons s’y logent. Elles étaient remplies, le plus souvent, de quatre urnes cinéraires, et accompagnées d’inscriptions qui marquaient le nom et la condition des personnes dont on voyait les cendres : tous étaient esclaves ou affranchis de la maison d’Auguste, et principalement de celle de Livie. L’édifice était magnifique, tout de marbré avec des ornements de mosaïque d’un bon goût. M. Bianchini ne manqua pas de sentir toute la joie d’un antiquaire ; il manqua lui en couter la vie. » Un jour qu’il examinait une chambre nouvellement découverte, au moment où il prenait des mesures pour en dessiner le plan, une voûte enfonça sous lui. Malgré ses efforts pour se retenir, et ceux de ses domestiques accourus à son secours, sa corpulence, proportionnée à sa haute stature, l’entraina ; il tomba, et quoique ce fût sur un fond de terre remuée, la chute fut si rude, qu’il lui en resta, dans la cuisse droite, une contraction de muscles et de nerfs qui le rendit boiteux le reste de sa vie. Les bains de Vignone, près de Sienne, qu’il alla prendre l’année suivante, lui firent quelque bien, mais sa santé ne se rétablit jamais entièrement. Il ne discontinua cependant point ses travaux, et fit un voyage à Florence, à Parme, à Colorno, où il traça, dans le palais ducal, une méridienne qui n’existe plus, enfin à Bologne, d’où il revint à Rome ; là, il se partagea de nouveau entre l’astronomie et les antiquités. Son accident avait interrompu des observations importantes qu’il avait commencées sur la planète de Vénus, et dont les premières remontaient même jusqu’en 1716 ; il les reprit. Il en fit surtout alors d’infiniment curieuses sur les taches de cette planète. Il les faisait avec cette machine qu’il avait présentée à l’académie de Paris ; et, pouvant employer des lunettes plus fortes qu’on ne l’avait pu jusqu’alors, il fit des découvertes et des observations toutes nouvelles. Il continuait en même temps son travail sur les tombeaux de la maison d’Auguste ; « il s’enfermait le jour, dit encore Fontenelle, dans le colombier sépulcral et souterrain, et la nuit il montait à son observatoire. » Aussi vit-on paraître, dans deux années consécutives, 1727 et 1728, deux importants ouvrages, l’un sur le colombier, et l’autre sur Vénus. Ce fut par ces deux productions remarquables qu’il termina sa carrière : quelque temps après, un épaississement de la lymphe amena une hydropisie, dont il mourut le 2 mars 1729. Il fut enterré dans la basilique Sainte-Marie Majeure.
Il laissa pour héritier de ses biens son neveu Giuseppe Bianchini, alors chanoine de la cathédrale de Vérone, qui est l’objet de l’article suivant, et légua la meilleure partie de ses livres et ses antiquités ecclésiastiques les plus précieuses à la bibliothèque du chapitre de Vérone. Sa patrie reconnaissante, voulant lui donner un témoignage public et durable d’estime, lui fit élever, par décret de la cité, un monument, avec une inscription honorable, dans la cathédrale même de Vérone, parmi d’autres monuments du même genre, érigés aux grands hommes qu’elle a produits. Le chapitre consacra aussi, par une inscription placée dans sa bibliothèque, sa gratitude pour les dons qu’il en avait reçus. L’éloge de ses mœurs et de son caractère, dans ces inscriptions, est aussi mérité que celui de son immense savoir. Ce savoir embrassait les sciences physiques et mathématiques, principalement la botanique, la physique, l’astronomie, et de plus l’histoire et l’antiquité figurée. Il cultivait en même temps les belles-lettres, l’art oratoire, et même la poésie.

## Œuvres
On a de lui, entre autres :

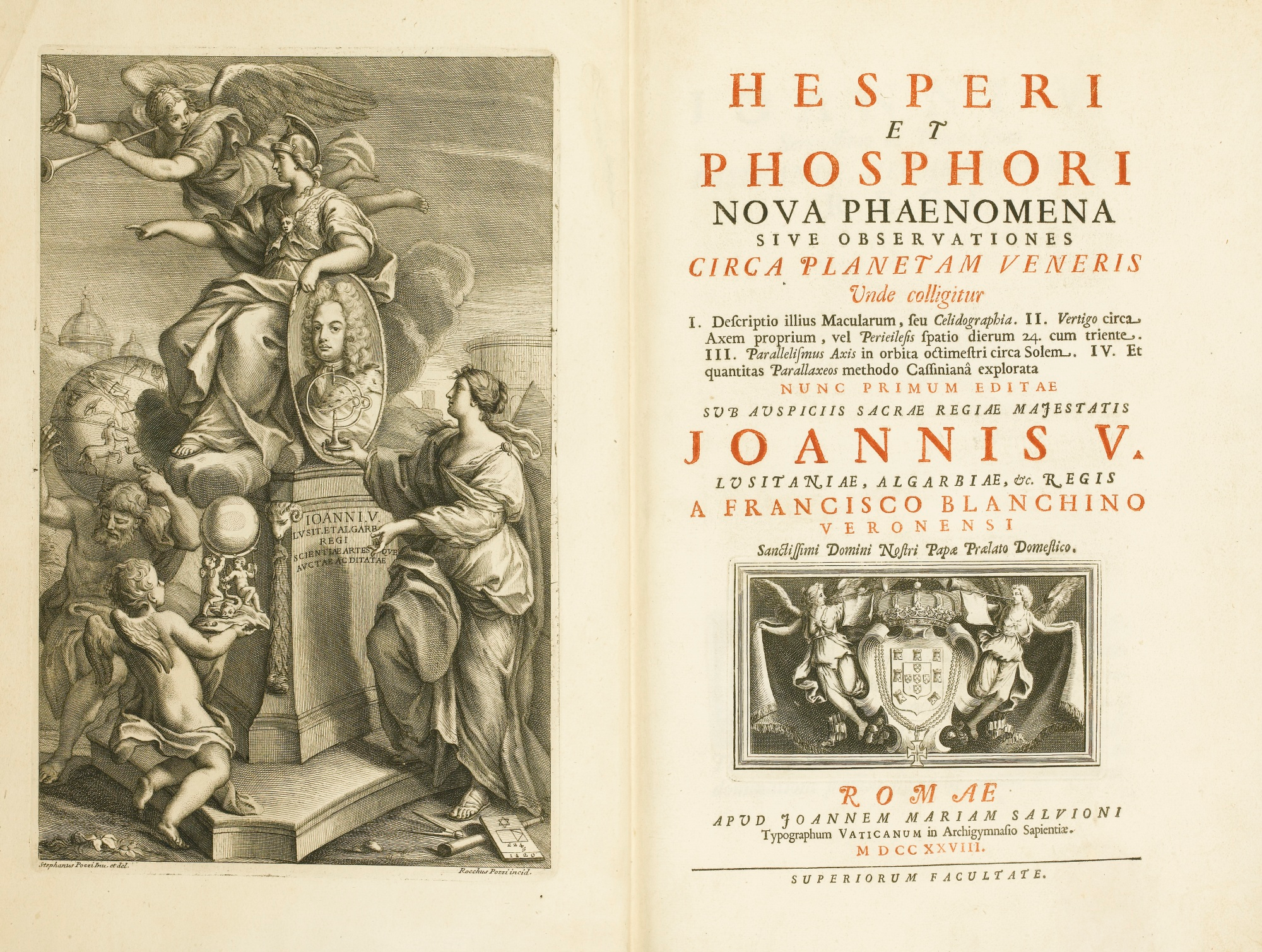
Hesperi et Phosphori nova phaenomena, 1728

- trois mémoires latins insérés dans les Acta Eruditorum de Leipzig, 1685 et 1686, l’un sur la comète observée à Rome en juin et juillet 1684, l’autre sur la nouvelle Méthode de Cassini, pour observer les parallaxes et les distances des planètes à la terre ; le troisième sur l’Éclipse totale de lune observée à Rome le 10 décembre 1685.
- Un mémoire, aussi écrit en latin, sur la comète observée à Rome en avril 1702, inséré dans les Mémoires de l’Académie des sciences de Paris, année 1702. Les volumes de 1706 et 1708 contiennent plusieurs autres de ses observations astronomiques ; on trouve, dans celui de 1713, la Description de la Machine portative, propre à soutenir des verres de grand foyer.
- Relazione della linea meridiana orizzontale e della ellissi polare fabbricata in Roma l’anno 1702, imprimée dans le 4° vol. du journal de’ Letterati d’Italia ; elle y est sans nom d’auteur, mais elle est de Bianchini.
- Epistola de eclipsi solis die maii 1724 , Rome, 1724, réimprimé dans le 15e vol. du Recueil d’Opuscules scientifiques du P. Calogerà. L’auteur s’y propose de prouver que cette éclipse ressemble entièrement à celle que Dion Cassius rapporte dans son 56e livre, et qui dut arriver l’an 13 de l’ère vulgaire.
- Hesperi et phosphori nova Phænomena, sive observationes circa planetam Veneris, Rome, 1728, in-fol. C’est dans cet ouvrage que Bianchini a consigné ses observations des taches de la planète de Vénus. Il a donné une détermination du mouvement de rotation de cette planète ; mais elle n’a pas été adoptée par les astronomes. Il fit imprimer son livre magnifiquement, le dédia au roi de Portugal Jean V, auquel il offrit en même temps une machine représentant le système de cette planète, ornée de figures d’argent doré. Le roi envoya en retour à l’auteur, outre une forte somme d’argent, une lunette de nouvelle invention faite à Londres, et dont le travail était admirable ; il accorda depuis, en 1731, deux ans après la mort de Bianchini, la croix de l’Ordre du Christ au comte Gaspard Bianchini, son neveu, et il y ajouta, en 1732, une commanderie, en payant de son trésor les frais dus, pour l’expédition du diplôme, à la caisse de l’ordre, et toutes les autres dépenses.
- Francisci Bianchini Veronensis astronomicæ ac geographicæ Observationes selectæ ex ejus autographis excerpta una cum meridiani Romani tabula, cura et studio Eustachii Manfredi, Vérone, 1737, in-fol. Ce volume est doublement précieux, et par ce qu’il contient des travaux relatifs à la méridienne que l’auteur avait eu dessein de tirer au travers de l’Italie, et par les soins que le savant Eustachio Manfredi prit de l’édition, comme on le voit par sa préface.
- De Emblemate nomine atque Instituto Alethophilorum, dissertatio publice habita in eorumdem academia, etc., Vérone, 1687. La devise de cette académie, sujet de la dissertation, était une boussole avec cette légende : Aut docet aut discit.
- Istoria universale provata con monumenti e figurata con simboli degli antichi, Rome, 1697, in-4°, ouvrage savant, dit Lenglet, et dans lequel, avec des preuves solides, on trouve encore des curiosités littéraires. Ce volume ne comprend que la série de trente-deux siècles, jusqu’à la destruction de l’Empire Assyrien ; il devait être suivi de plusieurs autres qui auraient contenu le reste de l’histoire ancienne. Les figures de ce premier tome furent gravées par l’auteur lui-même, et d’après ses propres dessins.
- De Kalendario et Cyclo Cæsaris ac de paschali canone S. Hippolyti martyris Dissertationes duæ, etc., Rome, 1703 et 1704, in-fol. Dans ces deux savantes dissertations, l’auteur prend, contre Joseph Juste Scaliger, la défense du canon pascal de St. Hippolyte de Rome, que l’on voit dans la Bibliothèque apostolique vaticane, sculpté des deux côtés d’un siège de marbre, sur lequel est assise l’image de ce saint évêque ; il y a joint quelques morceaux d’érudition, une description explicative de la base de la Colonne d'Antonin le Pieux, récemment découverte dans le champ de Mars, et une exposition, en forme de lettre, du gnomon qu’il avait élevé par ordre de Clément XI, et de la médaille que ce pape avait fait frapper.
- Spiegazione delle sculture contenute nelle 72 tavole di marmo e bassi rilievi collocati nel basamento esteriore del palazzo d’Urbino, etc., inséré dans le recueil intitulé : Memorie concernenti la città d’Urbino, Rome, 1724, grand in-fol. On trouve dans ce même volume ses Notizie e prove della corographia del ducato d’Urbino, etc., contenant les opérations qu’il avait faites dans ce duché, pour la méridienne qu’il avait projetée d’une mer à l’autre. 11° Camera ed Inscrizioni sepolcrali de’ liberti, servi ed uffiziali, della casa d’Augusto, scoperti nella via Appia, ed illustrate con annotazioni l’anno 1726, Rome, 1727, grand in-fol., fig.
- Circi maximi et antiqui imperat. roman. palatii Iconographia, Rome, 1728, grand in-fol., fig.
- Del Palazzo de’ Cesari, opera postuma, Vérone, 1738, grand in-fol., fig., édition donnée par Giuseppe Bianchini, neveu de l’auteur, qui y joignit une traduction latine. 14° Dissertatio posthuma de tribus generibus instrumentorum musicæ veterum organicæ, Rome, 1742, in-4°.
- Vitæ Romanorum pontificum a B. Petro Apostolo ad Nicolaum perductæ, cura Anastasii S. R. E. bibliothecarii, etc., Rome, 3 vol. in-fol. Cette édition de l’Histoire pontificale d’Anastase le Bibliothécaire avec toutes les additions faites dans les éditions précédentes, enrichie de nouvelles additions, de variantes tirées des meilleurs manuscrits, de plusieurs autres pièces, et de savants prolégomènes de l’éditeur à chacun des volumes, fut un de ses derniers travaux. Le 1er volume parut en 1718, le 2e en 1723, et le 3e en 1728, un an avant sa mort ; il y manquait un 4e volume, qui fut ajouté par son neveu.
- Opuscula varia nunc primum in lucem edita, Rome, 1754, 2 vol. in-4°. Ces opuscules, rassemblés et publiés par Bianchini le neveu, devaient être suivis de plusieurs autres, tirés des manuscrits de son oncle ; mais ces deux seuls volumes ont paru. On trouve de ses poésies italiennes dans le recueil de celles des Academici concordi de Ravenne, Bologne, 1687, in-12.

Quelque longue que soit cette, on y pourrait ajouter un grand nombre de lettres scientifiques, de dissertations, de réflexions et observations insérées dans l’Histoire de l’académie des sciences, années 1704, 1706, 1707, 1708, 1713, 1718 ; de discours d’éloges et d’autres opus imprimés, sans compter ceux qu’il légua au chapitre de Vérone.

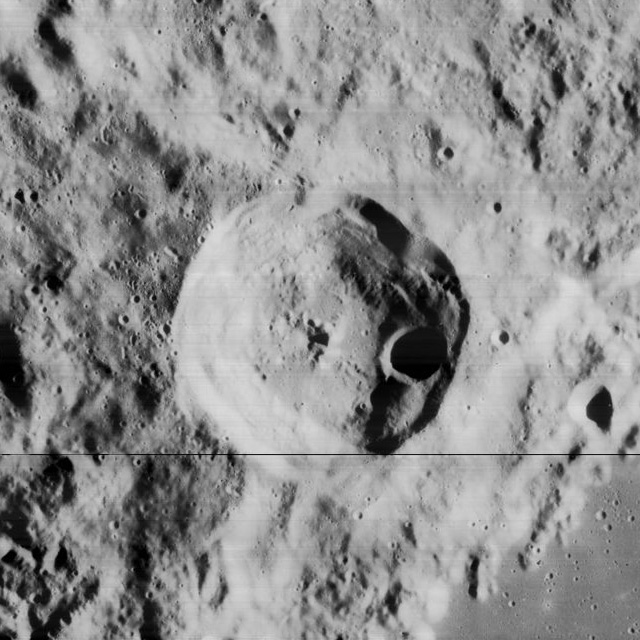
Cratère lunaire Bianchini

- Considerazioni teoriche, e pratiche intorno al trasporto della Colonna d'Antonino Pio collocata in Monte Citorio, 1704 ;
- René-Antoine Ferchault de Réaumur, « Description d'une machine portative, propre à soutenir des verres de très grands foyers, présentée à l'Académie par M. Bianchini », dans Histoire de l'Académie royale des sciences, 1713, p. 299 ;
- De vitis romanorum pontificium a Petro Apost. ad Nicolaum I, 1718–1735 (quatrième volume ajouté par Giuseppe Bianchini) ;
- Eustachio Manfredi (dir.), Astronomicae, ac geographicae observationes selectae Romae, atque alibi per Italiam habitae, ex eius [Bianchini] autographis excerptae una cum geographica meridiani romani tabula a mari supero ad inferum, Vérone, 1737 ;
- Del palazzo de Cesari, 1738 ;
- Camera ed inscrizioni sepulcrali de' liberti, servi, ed ufficiali della casa di Augusto scoperte nella via Appia, Rome, 1727 ;
- La istoria universale : provata con monumenti e figurata con simboli degli antichi, Rome, 1697.

Il existe une traduction de son ouvrage sur la planète Vénus :
- (en) Observations concerning the planet Venus, Londres et New York, Springer, ©1996.

## Source
- Marie-Nicolas Bouillet  et Alexis Chassang (dir.), « Francesco Bianchini » dans Dictionnaire universel d’histoire et de géographie, 1878 (lire sur Wikisource)
- « Francesco Bianchini », dans Louis-Gabriel Michaud, Biographie universelle ancienne et moderne : histoire par ordre alphabétique de la vie publique et privée de tous les hommes avec la collaboration de plus de 300 savants et littérateurs français ou étrangers, 2e édition, 1843-1865 [détail de l’édition]

### Honneurs
- Bianchini, cratère lunaire, porte son nom.
- Bianchini (cratère martien) (en)
- (42775) Bianchini, astéroïde.

### Homonyme et paronyme
Il ne faut pas confondre :
| Nom       | Prénom    | Nom latin               | Article            | Naissance | Mort    | Cratère lunaire |
| --------- | --------- | ----------------------- | ------------------ | --------- | ------- | --------------- |
| Biancani  | Giuseppe  | Blancanus               | Giuseppe Biancani  | 1566      | 1624    | Blancanus       |
| Bianchini | Francesco | Blanchinus (veronensis) | (présent article)  | 1662      | 1729    | Bianchini       |
| Bianchini | Giovanni  | Blanchinus              | Giovanni Bianchini | 1410      | v. 1469 | Blanchinus      |

Pour les autres Bianchini, qui n'ont pas de cratère sur la Lune, voir la page d'homonymie Bianchini .